# Karah Feder-Tal
Karah Feder-Tal (Den Haag, 3 mei 1916 - overleden) was een Nederlands schrijfster van kinderboeken vanuit Israël.
Ze was de dochter van Sophia Deborah de Jongh en leraar boekhouden Baruch Chaïm Tal. Haar oudere zus Marjo Tal werd bekend pianist. Zelf trouwde ze met Ard Feder.
Ze volgde haar middelbare school aan het Barlaeus Gymnasium, al ging dat met horten en stoten. Ook het verblijf in de kibboets Sdé Nechemja, een consequentie van haar drang tot zionisme, bracht haar niet tot rust. In 1935 was ze nog secretaresse bij Hannoar, Amsterdam. Het leidde tot een loopbaan met allerlei baantjes zoals hulp in de keuken en kinderhuis. Ze trok tijdens de Arabisch-Israëlische Oorlog van 1948 naar Haifa. De met zich meenemende kinderen geven later inspiratie tot de kinderboeken. In de periode 1952 tot 1954 verbleef ze weer in Nederland en mag voor Uitgeverij Elsevier een boekvertaling maken (Jouni van Yrjö Kokko). Ook schrijft ze enkele verhalen voor het kinderblad Kris Kras. Ze werkt ook even voor het Nieuw Israëlietisch Weekblad van Jo Melkman. Wanneer ze in 1961 even in Nederland is ter promotie van haar boek, omschreef ze zichzelf als "bijleslerares voor moeilijk opvoedbare kinderen, lerares Engels en schrijfster". 
Boeken:
- Laten wij vrede sluiten, kreeg meerdere drukken en werd ook in de Verenigde Staten uitgegeven (Uitgeverij Ploegsma, 1958) met illustraties van Alie Evers
- Waar bleef de ring; eveneens uitgegeven in VS, Canada en Engeland (The ring) met illustraties van Carl Hollander
- De verdwenen talisman, vertaald naar het Duits Der verschwundene Talisman